# Mandiraja
Mandiraja és un subdistricte (en indonesi, "Kecamatan") de la regència (Kabupaten) de Banjarnegara, a la província de Java Central, Java. La seva població el 2010 era de 63.679 habitats, incloent-hi 52.61 estrangers, quasi tot xinesos.
- Mandirajakulon
- Mandirajawetan
- Banjengan
- Kebakalan
- Kertayasa
- Panggisari
- Blimbing
- Purwasaba
- Candiwulan
- Simbang
- Glempang
- Kaliwungu
- Somawangi
- Kebanaran
- Salamerta
- Jalatunda